# 巴氏症候群
巴氏症候群（巴氏症候群，Barth Syndrome）是一種遺傳性疾病，由荷兰医生彼得·巴特于1983年发现
。巴氏征是一种X染色体遗传缺陷，通常由母亲作為基因突变携带者传给儿子，全球僅有一例為女性。X染色体Xq28位置上的Tafazzin（亦作Taz或者G4.5）發生变异。患者會有擴大型心肌病變、嗜中性白血球減少、骨骼肌肉病變及粒線體異常等症狀，此症是由於X染色體的基因缺陷導致參與心磷脂改製的Tafazzin減少，造成心磷脂缺乏。此影響到粒線體電子傳遞鏈的穩定性，造成心臟及其他器官的異常。

## 遗传性
遺傳方面，其遺傳方式為性染色體隱性遺傳模式遺傳。该基因突变的女性携带者因只有一条X染色体发生Taz基因突变故通常不会发病。但是其儿子則有一半可能性患有巴氏征，而女儿同樣有一半几率成為巴氏征携带者。巴氏征男性患者的女儿全部是基因突变携带者，而儿子则为健康个体（不发病也不是携带者）。

## 发病率和存活率
其發生率為30萬至40萬分至一，美國每年約有10個新症。患儿平均在出生后3.1星期有临床症状。确诊后5年成活率51%。3岁之后的患儿无死亡。2000年以前患儿存活率只有20%。2000年以后的患儿存活率达到70%。

## 病征机理
Tafazzin蛋白是心磷脂酶的组成部分，变异的Taz基因导致L4型心磷脂合成阻碍，造成心磷脂缺乏。心磷脂是参与能量代谢的重要脂类，也是线粒体膜和复合体的组成关键。一旦缺乏会造成心肌和其他器官代谢的异常和供能不足。Taz基因变异同时影响其他细胞信号通路，对不同的生理生化过程产生影响，具体受影响的信号通路和生理反应尚在研究中。

## 临床表征
扩大型心肌病，由于心肌无力造成心脏体积扩大。此外可能出现左心室致密化不全，多处隔膜缺损，心内膜弹力纤维增生，充血性心衰竭，心律不齐。
生长缓慢，婴幼儿阶段体重和身高都远低于平均水平，一般会误诊为营养低下或者慢性病，不能进行普通的营养学治疗。通过观察美国巴氏征基金会注册的病人得到的结果表明，通常生长缓慢在青春期会减弱减轻，甚至大多数病人的生长速度在青春期中后期达到正常水平。此外可能出现肌营养不良，肌无力，幼年期运动发展迟缓，运动耐受力不足，易疲劳，认知能力障碍，婴幼儿低血糖等。
慢性或者周期性嗜中性白血球减少，造成反复感染或者反复口腔溃疡。
三甲基戊二酸血症，有机酸的尿含量增长5-20倍。但是有些患儿并无该症状。

## 诊断
基因测序筛查：Taz基因突变。
实验室检查：血液以及尿中三甲基戊二酸升高。全血球计数检查周期性血中嗜中性白血球减少。肌肉切片或血小板检查L4型心磷脂数值降低。
心脏B超：左心室肥大或扩张。

## 治疗
目前没有彻底治愈巴氏征的方法。主要是针对临床症状治疗。对心脏病症状给予药物控制。嗜中性白血球减少所致反复感染可给予抗生素，或严重情况下使用颗粒细胞刺激因子（GCSF）刺激骨髓生成白血球。肉碱（Carnitine）曾用于治疗，但有病例给药后心脏状况恶化，因此不建议给儿童服用。只有熟悉该病和患儿的的营养医生才可以针对患儿的个体情况制定日常营养补充计划以提供合适的卡路里和营养摄入 。

## 预后
严重的巴氏征病人在新生儿时期死亡率很高，由于心脏病或感染导致。偶尔猝死案例可能由于心脏供能不足。临床症状较轻的病人在儿童期一般会被诊断出心肌扩大，成年以后仍有心律不齐的问题。有接受心脏移植成功的病例。大部分患儿2岁前可以放手走路。就学后有轻微学习障碍。